# Klajster

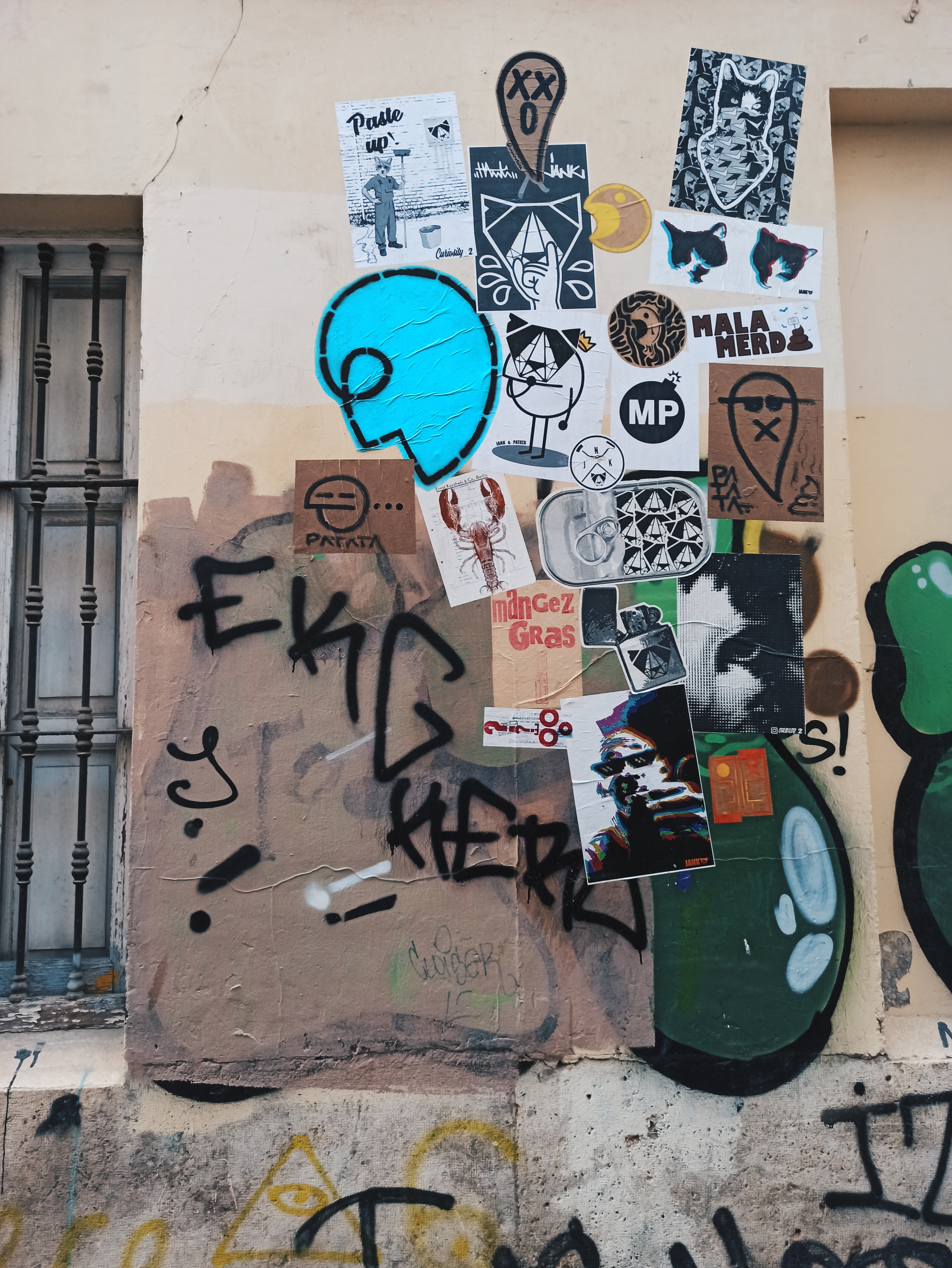
Przyklejone klajstrem plakaty w dzielnicy el Carmen w Walencji.

Klajster – żelowy lub płynny klej z krochmalu (skrobi) lub mąki i wody. Jest używany od starożytności do różnych form sztuki i rękodzieła, jak introligatorstwo, decoupage, kolaż, papier mâché oraz przyklejanie papierowych plakatów i ogłoszeń do ścian.
Istotną różnicą wśród klajstrów jest to, czy zostały zrobione z mąki, czy ze skrobi. Mąka zawiera zarówno gluten, jak i skrobię. Z biegiem czasu gluten w klajstrze z mąki sieciuje się, przez co bardzo trudno jest odkleić przyklejony element. Używając tylko skrobi, uzyskuje się odwracalny klajster. Jest on standardowym klejem do konserwacji papieru.
Mąki i skrobie produkuje się z różnych warzyw, z których można zrobić klajster: cechy kleju, takie jak siła i odwracalność, różnią się w zależności od gatunku rośliny oraz sposobu produkcji klajstru.

## Zastosowania
Powszechnym zastosowaniem jest tworzenie papier mâché. W sztukach plastycznych często stosuje się klajster ze skrobi pszennej. Dobry klajster ze skrobi pszennej ma wytrzymałość zgodną z wieloma artefaktami papierowymi, jego działanie jest odwracalne, ma odpowiednie (podobne do papieru) pH i jest biały.
Aktywiści i przedstawiciele subkultur często używają klajstru do przyklejania propagandowych ulotek i grafiki. Od XIX wieku jest również powszechnie używany do plakatów reklamowych. W szczególności był szeroko stosowany do umieszczania w miejscach publicznych dziewiętnastowiecznych i dwudziestowiecznych plakatów cyrkowych, które rozwinęły kulturę produkcji klajstru i kampanii plakatowych. W dziedzinie reklamy alkoholu i klubów nocnych w latach 90. XIX wieku plakaty Henri de Toulouse-Lautreca były tak popularne, że publikowano instrukcje, jak odklejać przyklejone klajstrem plakaty bez uszkodzenia.
Do lat 70. wieszający komercyjne plakaty zawsze produkowali własny klajster, ale obecnie większość kupuje wstępnie ugotowane klajstry błyskawiczne. Klajster nakłada się na tylną stronę plakatu, który następnie umieszcza się na płaskich powierzchniach, szczególnie betonie i metalu, ponieważ klajster nie przylega dobrze do drewna lub plastiku. Następnie można posmarować przód plakatu drugą warstwą klajstru, żeby uzyskać lepszą trwałość. Dobrze sprawdza się tani, szorstki papier, taki jak papier gazetowy, który można na krótko zanurzyć w mieszance, aby nasycić włókna.
Podczas wieszania nieautoryzowanych plakatów lub ulotek, aby zmniejszyć niebezpieczeństwo złapania, klajstrujący często pracują w zespołach o wspólnym interesie. W Stanach Zjednoczonych i Kanadzie proces ten jest zwykle nazywany wheatpasting (klajstrowanie) lub poster bombing, nawet jeśli zamiast tradycyjnego kleju pszennego stosuje się komercyjną pastę do tapet. W Wielkiej Brytanii komercyjne wieszanie plakatów nazywa się flyposting, a klajstrowanie niezależnych plakatów związanych sztuką miejską nazywa się paste-up.